# Volubilis (plante)
Taxons concernés
dans la famille des Convolvulaceae
- dans le genre Ipomoea
  - Ipomoea nil,
  - Ipomoea tricolor,
  - Ipomoea purpurea,
  - Ipomoea hederacea
  - …modifier

Le mot volubilis est un terme du vocabulaire courant qui désigne plusieurs taxons de plantes à fleurs qui sont toutes annuelles, lianescentes et volubiles. Ce nom ne correspond pas à un niveau précis de classification scientifique des espèces. C’est-à-dire qu’il s’agit d'un nom vernaculaire dont le sens est ambigu en biologie car il désigne seulement une partie des différentes espèces de plantes à fleurs classées dans la famille des Convolvulaceae, principalement dans le genre Ipomoea. 
Le plus souvent toutefois, en disant « volubilis » une majorité de francophones fait référence à l’espèce Ipomoea purpurea.
Parmi les espèces concernées, on peut citer : 
- Ipomoea nil,
- Ipomoea tricolor,
- Ipomoea purpurea,
- Ipomoea hederacea,